# Paul Hamy
Paul Hamy (ur. 1982) – francuski aktor filmowy i telewizyjny, model. Nominowany w 2014 roku do Césara za drugoplanową rolę Juliena Berteleaua w dramacie Suzanne (2013).

## Życiorys
Syn montażystki filmowej i murarza, w wieku szesnastu lat został odkryty przez fotografa Paolo Roversi i rozpoczął pracę jako model. Następnie podpisał kontrakt z agencją Elite Model Management w Paryżu, wziął udział w kilku sesjach zdjęciowych i kampaniach reklamowych dla takich marek jak Diesel, Lacoste i L’Oréal. Studiował na wydziale rysunku i rzeźby i założył stowarzyszenie fotografów, projektantów i twórców "POK - Pain O choKolat".
Przez krótki czas przebywał w USA i powrócił do Francji. Na dużym ekranie pojawił się po raz pierwszy w komediodramacie Bettie wyrusza w drogę (Elle s'en va, 2013) z Catherine Deneuve. Za rolę Juliena w dramacie Suzanne (2013) otrzymał nominację do Césara i nagrody Lumière 2014. Pojawił się także w teledysku Vitalica Fade Away (2013). W jednym z odcinków serialu Prawdziwa historia rodu Borgiów (Borgia, 2014) wystąpił w roli Szymona z Auxerre.

## Wybrana filmografia

### Filmy fabularne
- 2013: Bettie wyrusza w drogę (Elle s'en va) jako Marco
- 2013: Suzanne jako Julien Berteleau
- 2015: Cień (Maryland) jako Denis
- 2015: Moja miłość (Mon roi) jako Pascal
- 2015: Francuska krew (Un Français) jako Grand-Guy
- 2015: Peur de rien jako Jean-Marc
- 2016: Malgré la nuit jako Louis
- 2016: L'Ornithologue (Ornitolog) jako Fernand
- 2016: Le Divan de Staline jako Danilov
- 2016: Sex Doll jako Cook
- 2016: Occidental jako Antonio
- 2017: 9 doigts jako Magloire

#### Filmy krótkometrażowe
- 2009: The Lone Zone jako astronauta
- 2013: Vitalic: Fade Away
- 2014: Mikado jako Goran
- 2014: Fort Buchanan jako Steve
- 2014: Tułacz (Errance) jako Djé
- 2015: La Séance jako Pierre-Louis Pierson
- 2015: Huit coups jako Axel
- 2015: Louis jako Louis
- 2015: Un regret

### Seriale TV
- 2014: Prawdziwa historia rodu Borgiów (Borgia), odc. 1495 jako Szymon z Auxerre